# Lista de partidos políticos de Cabo Verde
Este artigo lista dos partidos políticos em Cabo Verde. Cabo Verde tem dois partidos do sistema, o que significa que existem dois  partidos dominantes  (PAICV e MpD), com extrema dificuldade para qualquer pessoa alcançar o sucesso eleitoral sob a bandeira de qualquer outro partido.

## Lista de partidos
- Partido Africano da Independência de Cabo Verde (PAICV)
- União Cabo-Verdiana Independente e Democrática (UCID)
- Partido da Convergência Democrática (PCD)
- Partido da Renovação democrática (PRD)
- Partido de trabalho e da Solidariedade (PTS)
- Movimento para a Democracia (MpD)
- Partido Social Democrático (PSD)

## Alianças extintas
- Aliança democrática para a Mudança (ADM)